# Kicz pojednania
Kicz pojednania (niem. Versöhnungskitsch) jest pojęciem, jakie wprowadził do obiegu niemiecki dziennikarz Klaus Bachmann w artykule w niemieckim dzienniku „die tageszeitung” (taz) z 4.6.1994 r. W listopadzie tego samego roku ukazał się podobny artykuł w polskim dzienniku “Rzeczpospolita”. Oba teksty miały podobną wymowę, polemizując przeciwko próbom unikania debaty o palących problemach polsko-niemieckich i zamiatania ich pod dywan w imię pojednania, redukując poważny dialog do pustych gestów. „Z kiczem pojednania mamy do czynienia, kiedy każde normalne polityczne działanie między dwoma państwami sąsiadującymi ze sobą jest nazywane pojednaniem”, twierdzi artykuł w taz, „co odnosi się na przykład do wymiany uczniów, gdzie pojednają się wtedy ludzie, którzy nigdy nie byli ze sobą w konflikcie, ale też do udzielania niemieckich kredytów, inwestycji, składanie wieńców, budowy centrów spotkań, renowacji pałaców arystokratycznych i publikowanie antologii. Nawet jedna z największych fundacji polskich, założona z niemieckich środków, nazywa się pojednanie. Wspiera ona dawnych robotników przymusowych, wśród których jest wielu, którzy wcale nie chcą się pojednać z Niemcami.”
Tekst stał się wkrótce bardzo popularny i wywołał falę zaproszeń autora na publiczne dyskusje. Pojęcie „kicz pojednania” zostało natomiast przejęte przez polskich krytyków i przeciwników zbliżenia Polski z Niemcami, którzy używali go, aby zdyskredytować jakiekolwiek działania zmierzające do zakotwiczenia Polski w zachodniej Europie.
Z drugiej strony cytował to określenie również niemiecki minister spraw zagranicznych Klaus Kinkel w jednym ze swoich przemówień. Wielu intelektualistów, dziennikarzy i polityków odwołuje się do pojęcia “kicz pojednania”, aby podkreślić, że ich działania nie są pustymi gestami, lecz powodują konkretne zmiany w stosunkach bilateralnych. We wrześniu 2006 germaniści, poloniści i historycy organizowali nawet na Uniwersytecie Adama Mickiewicza w Poznaniu konferencję naukową, która w całości była poświęcona “kiczowi pojednania” i po której wydano potem książkę na ten temat.
W międzyczasie “kicz pojednania” bywa też stosowany w tekstach dotyczących stosunków Niemiec z innymi państwami, w tym stosunków niemiecko-izraelskich i niemiecko-żydowskich.